# Санталол
Санталол — спирт, относящийся к терпеноидам сесквитерпенового ряда. Состоит из двух изомеров: α-санталол (формула I) и β-санталол (формула II).

## Свойства
Санталолы - бесцветные или желтоватые жидкости с сильным санталовым запахом. Растворимы в этаноле и минеральных маслах. В пропиленгликоле и глицерине растворимы плохо. В воде нерастворимы.

## Нахождение в природе и получение
Основным источником санталолов является санталовое дерево, из древесины которого добывается санталовое эфирное масло, которое содержит 55-60% цис-α-санталола, 25-30% цис-β-санталола.

## Применение
Санталол применяется как душистое вещество и в парфюмерии - как фиксатор запаха.